# Altenau-Schulenberg im Oberharz
Die Bergstadt Altenau-Schulenberg im Oberharz ist mit rund 1900 Einwohnern die zweitgrößte Ortschaft der Berg- und Universitätsstadt Clausthal-Zellerfeld im niedersächsischen Landkreis Goslar. Sie entstand durch die Auflösung der Bergstadt Altenau und der Gemeinde Schulenberg im Oberharz sowie die zum 1. Januar 2015 erfolgte Neubildung der Berg- und Universitätsstadt Clausthal-Zellerfeld.

## Ortschaftsgliederung
Die Ortschaft Bergstadt Altenau-Schulenberg im Oberharz besteht aus den Ortsteilen Altenau und Schulenberg im Oberharz. Hinzu kommen weitere Ortslagen, die jeweils einem der beiden Ortsteile zugeordnet und der Tabelle zu entnehmen sind.
| Ortsteil                                  | Einwohnerzahl (1. Dezember 2022) | Fläche in km² | Bevölkerungsdichte in Einw./km² |
| ----------------------------------------- | -------------------------------- | ------------- | ------------------------------- |
| Bergstadt Altenau                         | 1621                             | 4,66          | 348                             |
| Torfhaus                                  | (2021) 13                        |               |                                 |
| Bastesiedlung                             | (2012) 18                        |               |                                 |
| Sperberhaier Dammhaus                     |                                  |               |                                 |
| Gemkenthal                                |                                  |               |                                 |
| Polstertaler Zechenhaus                   | (2012) 8                         |               |                                 |
| Schulenberg im Oberharz                   | 268                              | 1,75          | 157                             |
| Oberschulenberg                           | (2017) 12                        |               |                                 |
| Mittelschulenberg                         |                                  |               |                                 |
| Festenburg                                |                                  |               |                                 |
| Forsthaus Ahrendsberg                     |                                  |               |                                 |
| Bergstadt Altenau-Schulenberg im Oberharz | 1889                             | 6,41          | 295                             |

Von den Einwohnern sind (Stand 2023) 945 Männlich und 944 Weiblich.

### Einwohnerentwicklung
| Jahr | Einwohner |
| ---- | --------- |
| 2010 | 2079      |
| 2011 | 1884      |
| 2012 | 1917      |
| 2013 | 1928      |
| 2014 | 1931      |
| 2015 | 1902      |
| 2016 | 1875      |
| 2017 | 1817      |
| 2018 | 1845      |
| 2019 | 1840      |

| Jahr | Einwohner |
| ---- | --------- |
| 2020 | 1872      |
| 2021 | 1816      |
| 2022 | 1891      |
| 2023 | 1889      |

## Politik

### Ortsrat
Der Ortsrat der Bergstadt Altenau-Schulenberg im Oberharz wurde am 26. April 2015 erstmals gewählt.
Er setzt sich seit der Kommunalwahl am 12. September 2021 wie folgt aus elf Ratsmitgliedern zusammen:
- SPD: 7 Sitze
- CDU: 2 Sitze
- Bürger für Bürger: 1 Sitz
- Einzelbewerber Trenke: 1 Sitz

### Ortsbürgermeister
Ortsbürgermeister ist Alexander Ehrenberg (SPD).